# Uløybukt
Uløybukt est une localité du comté de Troms, en Norvège.

## Géographie
Administrativement, Uløybukt fait partie de la kommune de Skjervøy.